# Dolichostethus atomosparsus
Dolichostethus atomosparsus är en skalbaggsart som beskrevs av Leon Fairmaire 1884. Dolichostethus atomosparsus ingår i släktet Dolichostethus och familjen Cetoniidae. Inga underarter finns listade i Catalogue of Life.